# الفتنة (كتاب)
كتاب «الفتنة: جدلية الدين والسياسة في الإسلام المبكر» للمؤرّخ هشام جعيط، صدرت طبعته العربية عن دار الطليعة ببيروت 1991م، وكانت نسخته الأصلية باللغة الفرنسية وصدرت عام 1989م.

## عرض الكتاب وأهميته
صدر عن «دار أمل للنشر والتوزيع» كتاب «الفتنة» للدكتور «هشام جعيط». تناول فيه المؤلّف بالدرس والبحث واقعة تاريخية مهمّة في الضمير الإسلامي سمّيت بالفتنة التي انطلقت أحداثها مع القسم الثاني من خلافة عثمان بن عفان.
تقول الباحثة في سبب دراستها للفتنة في هذا الكتاب: «يعتبر هذا الموضوع موضوعا غير مدروس من قبل الباحثين العرب والمستشرقين. فقد تعرّض المستشرق الألماني فلهاوزن في كتابه الصّادر سنة 1902 «تاريخ الدّولة العربيّة من ظهور الإسلام إلى نهاية الدّولة الأمويّة» للفتنة الثّانية التّي سمّاها الحرب الأهليّة الثّانية. يعتبر كتابه هذا رغم قدمه من أهمّ المراجع التّي تخصّ هذه الفترة لموضوعيّته إلى حدّ يومنا الحاضر. درس المستشرقون بعده بعض الجوانب المتعلّقة بالتّاريخ الشّيعي بدون التعمّق في هذه الفتنة كحركة متنوّعة. وتحاشى المؤرّخون العرب دراسة هذا الموضوع دراسة تاريخيّة لحساسيّته ولتواصل وجود الشّيعة في العالم العربي والإسلامي».
حاول الدكتور جعيط في كتابه هذا استنطاق المصادر خاصة منها الأساسية كالطبري والبلاذري (كتبت في الفترة العبّاسية الأولى) ورغم موضوعية هذه المصادر إلى حدّ ما كانت ناقلة (المصادر) لنا الرؤية الشيعية للأحداث ولكن الباحثة بن حسين لم تكتف بهذه المصادر بل اعتمدت المناهج الجديدة في البحث التاريخي التي تدخل في إطار التاريخ الجديد (جاك لوغوف) كالأنتروبولوجيا التاريخية وتاريخ الذهنيات التي مكّنتها من تسليط أضواء جديدة على الفترة المدروسة.

## مع هشام جعيط
يقول المؤرخ جمال الدين فالح الكيلاني: «يدخل كتاب الفتنة لهشام جعيط في زمرة المراجع التاريخية الرئيسة التي لا غنى للباحث عنها، وبرهنت على أنّ المسلمين ولجوا باب العلم الحديث في استقراء تاريخ الإسلام، لقـد حاول جعيط ان يمارس تاريخاً تفهمياً إلى حد بعيـد، وان يغوص حتى قلب المناخ الذهني والعقلـي للعصر، وان يسعـى لفهم كيفية تفكير أهله، ومـا كانت عليه أصنافهــم ومقولاتهم وقيمهـم. وحتى انه حاول ـ كما أشـار ـ الكلام بلغتهم. ومن ناحية ثانية، فـأنه في الوقت الذي حاول أن يدرك بوضوح كثـرة المعطيات، وان يحلل البنى، وان يكتب تاريخاً شمولياًً، أنمـا أراد ايضاً ان يروي، ان يخبر، مكتنهاً من خلال الرواية، هـذه المرحلة الغنية بالرجالات والإحداث، وأن يتوصل في نهاية المطـاف إلى ان يعيش مع هؤلاء الناس وهاته الإحداث».

## تقييم
اعتبر عدد من الباحثين والدارسين كتاب «الفتنة الثانية» للدكتورة بثينة بن حسين تواصلا وإتماما لكتاب أستاذها المؤرخ هشام جعيط «الفتنة الكبرى: الدين والسياسة في الإسلام المبكّر، والذي كتب بنفس نفسه وأسلوبه ورؤيته».

## انظر
- الفتنة الكبرى عثمان